# Komlan Assignon
Komlan Agbeko Assignon (* 20. Januar 1974) ist ein ehemaliger togoischer Fußballspieler.

## Karriere

### Verein
Assignon, ein Mittelfeldspieler, spielte für etliche französische Vereine wie AS Cannes, AS Beauvais Oise und US Créteil-Lusitanos. Seine letzte Profistation war Al Jahra in Kuwait.

### Nationalmannschaft
Assignon nahm für Togo als Nationalspieler beim African Cup of Nations 1998, 2000 und 2002 teil.

## Persönliches
Sein Sohn Lorenz Assignon (* 2000) ist ebenfalls Fußballspieler.